# Meestraat
De Meestraat is een straat in Brugge.

## Beschrijving
Mee of mede is een plant die in haar wortels een kleurstof bevat die werd gebruikt om laken een kleur te geven. De gestampte wortel heette meekrap. Er werd een Medehalle opgericht, waar de stoffen gekleurd werden.
Die Medehalle stond aan de Steenhouwersdijk, pal tegenover de brug en de straat die ernaar genoemd werd. De straat liep verder langs de Medehalle tot in de Braambergstraat.
De Meestraat loopt van de Hoogstraat naar de Braambergstraat en is in twee delen onderverdeeld door de vijftiende-eeuwse Meebrug.
In de 19e eeuw werd de naam van de Meestraat, alsook die van de Meebrug, verkeerdelijk vertaald in Rue de l'Hydromel en Pont de l'Hydromel. Er werd verkeerd verondersteld dat "me(d)e" hier in de betekenis van "honingdrank" gebruikt was.

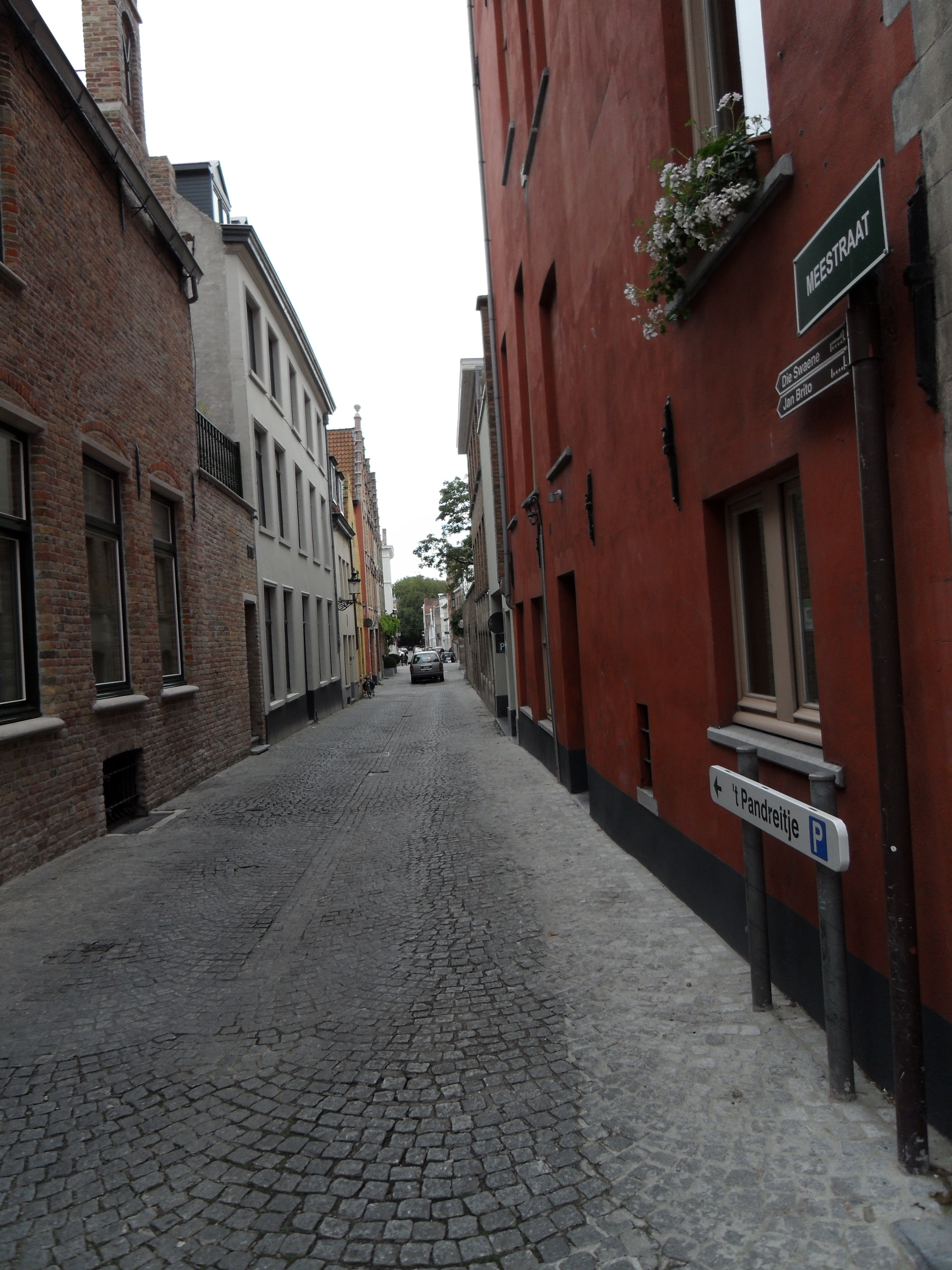
De Meestraat vanuit de Hoogstraat
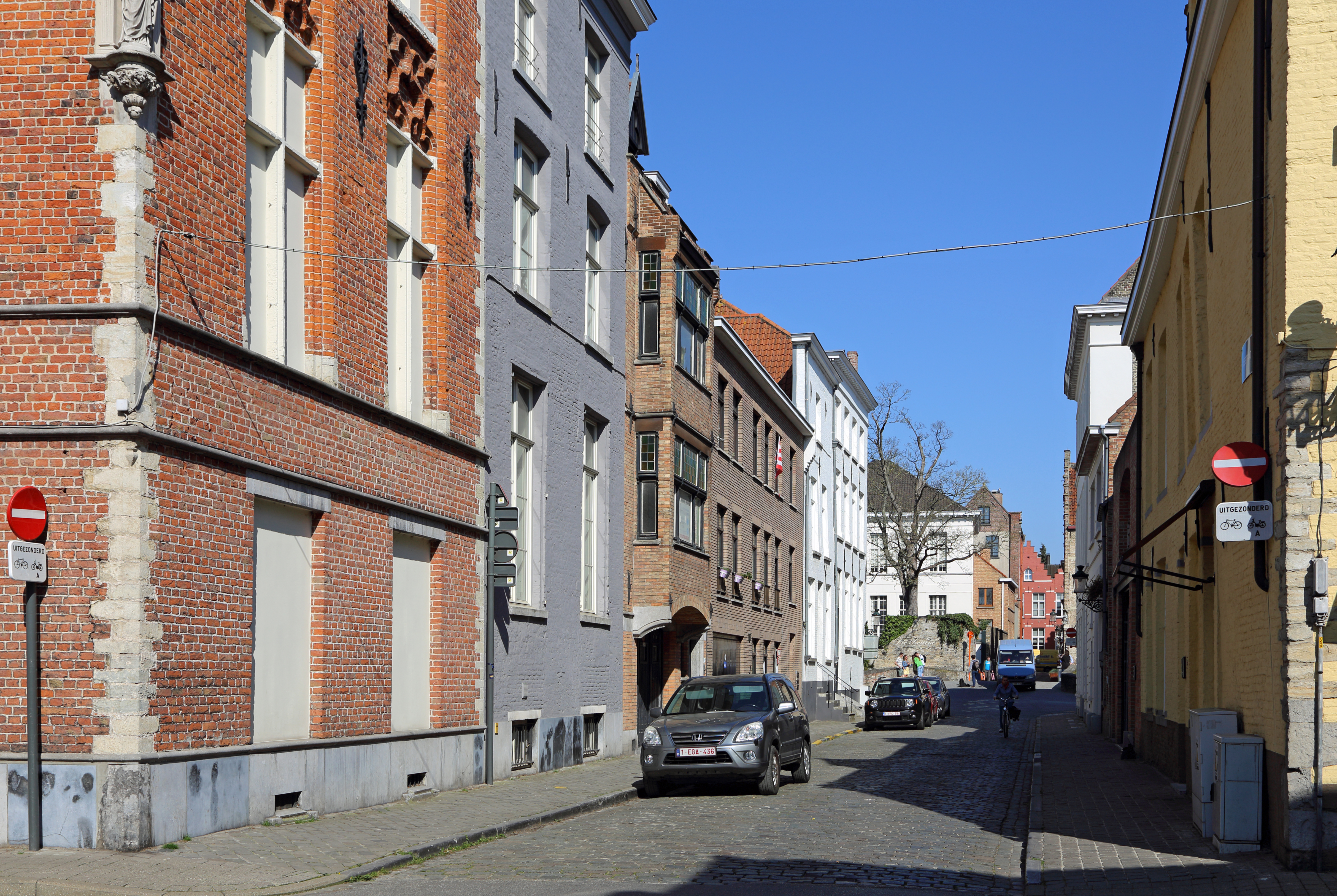
De Meestraat gezien vanuit de Braambergstraat
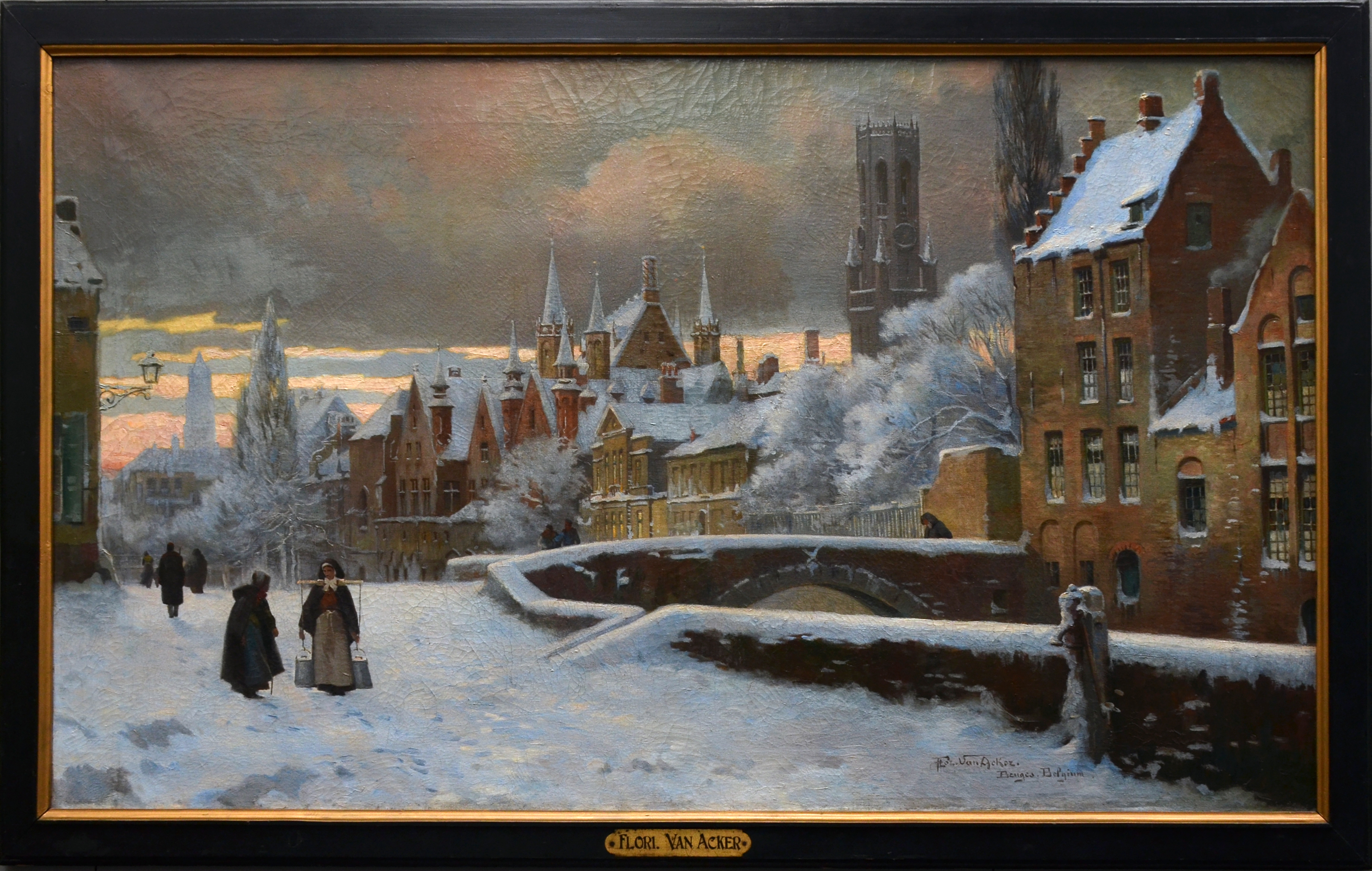
De Meebrug geschilderd door Flori Van Acker (1893)

## Belangrijk bewoner
- Antoon van Schoonhoven